# Tandempumpe
Die Tandempumpe ist eine in Dieselmotoren zum Zwecke der Kraftstoffbeförderung eingesetzte Pumpe. Der im Namen enthaltene Begriff Tandem deutet schon auf eine Mehrfachfunktion hin: Diese Pumpe vereint die Unterdruckpumpe für den Bremskraftverstärker und die Treibstoffpumpe für den Diesel.
Eine Tandempumpe erreicht mit Drücken um 5 kPa bis 20 kPa (d. h. ein Unterdruck von etwa −80 kPa bis −95 kPa) ein sogenanntes Grobvakuum.
Die Pumpe weist im Unterdruckteil das Prinzip einer Monoflügelzelle auf. Im Dieselteil kommt oft ein Bi-Sperrflügel-Prinzip mit Hublscheibe zum Einsatz, das sich durch seine Haltbarkeit auszeichnet.
Problematisch ist Überdrehzahl. Überdrehzahlen treten beispielsweise bei Rückschaltungen auf, wenn die Drehzahl für den gewählten Gang zu hoch ist. Die Flügel können dann von der Hublscheibe abheben und anschließend hart wieder aufprallen. Dies führt zu Schäden an Flügeln und Hublscheibe.
Undichtigkeiten aufgrund von Nachlässigkeiten in der Produktion der Pumpen treten als häufigstes Fehlerbild auf. Die Pumpe ist dann feucht bzw. nass von austretendem Kraftstoff. Ist kein offensichtlicher Fehler vorhanden, kann die Leistung der Pumpe über das Messen des erzielten Kraftstoffdrucks geprüft werden.